# 坂戸駅 (茨城県)
坂戸駅（さかどえき）は、かつて茨城県鉾田市当間にあった鹿島鉄道鹿島鉄道線の駅（廃駅）である。2007年（平成19年）4月1日、鹿島鉄道線の廃線に伴い廃止となった。

## 歴史
- 1931年（昭和6年）2月1日：鹿島参宮鉄道の駅として開業。
- 1943年（昭和18年）12月23日：休止。
- 1956年（昭和31年）11月19日：営業再開。
- 1965年（昭和40年）6月1日：鹿島参宮鉄道と常総筑波鉄道が合併して関東鉄道が発足。同社鉾田線の駅となる[2]。
- 1979年（昭和54年）4月1日：鉾田線が鹿島鉄道に分社化、鹿島鉄道線の駅となる[2]。
- 2007年（平成19年）4月1日：廃止[2]。

## 駅構造
単式ホーム1面1線を有する地上駅。ホームは線路の北側に設置されており、ホーム上に丸太小屋風の待合室が設置されていた。無人駅であった。

## 駅周辺
- ほっとパーク鉾田
- 茨城農政事務所
- 鉾田総合公園
- 老人ホーム「ともえ荘」

## その他
- 1988年（昭和63年）3月26日に公開された映画『1999年の夏休み』で、冒頭部分とエンディングに駅が登場するが、宮島依里（演者・役上は「藤原薫」と「名無しの少年」）がホームに立つシーンは当駅で撮影された。

## 隣の駅
鹿島鉄道
■鹿島鉄道線
巴川駅 - 坂戸駅 - 鉾田駅